# رايلي ماكليندون
رايلي ماكليندون (بالإنجليزية: Reiley McClendon)‏ هو ممثل أمريكي، ولد في 11 مارس 1990 بباتون روج في الولايات المتحدة.

## أعمال

### أفلام
- (2000) الطفل[4][5]
- (2014) قاعدة الفضائيين

## وصلات خارجية
- رايلي ماكليندون على موقع IMDb (الإنجليزية)
- رايلي ماكليندون على موقع ألو سيني (الفرنسية)
- رايلي ماكليندون على موقع أول موفي (الإنجليزية)
- رايلي ماكليندون على موقع قاعدة بيانات الفيلم (الإنجليزية)